# Corydalis dasyptera
Corydalis dasyptera är en vallmoväxtart som beskrevs av Carl Maximowicz. Corydalis dasyptera ingår i släktet nunneörter, och familjen vallmoväxter. Inga underarter finns listade i Catalogue of Life.